# Харламов, Валерий Борисович
Вале́рий Бори́сович Харла́мов (14 января 1948, Москва — 27 августа 1981, 74-й километр Ленинградского шоссе, вблизи Солнечногорска, Московская область) — советский хоккеист, нападающий команды ЦСКА (1967—1981) и сборной СССР (1969—1980), заслуженный мастер спорта СССР (1969). Двукратный олимпийский чемпион (1972, 1976) и восьмикратный чемпион мира. Лучший хоккеист СССР (1972, 1973). Один из ведущих хоккеистов СССР 1970-х годов, получивший признание как в своей стране, так и за её пределами. Член Зала славы ИИХФ (с 1998 года). Член Зала хоккейной славы в Торонто (с 2005 года).

## Биография

### Рождение
Отец — Борис Сергеевич Харламов (26.06.1927—27.01.2010) — слесарь-испытатель на московском заводе «Коммунар». Мать — испанка (возможно, басконка) из города Бильбао, настоящее имя Кармен Ориве-Абад (Carmen Orive Abad, по-домашнему Begoña, Бегония) (1925—1987), в 1937 году была вывезена в СССР (в числе беженцев из охваченной гражданской войной Испании (см. Испанские дети в СССР)), с 1940-х годов работала на том же заводе токарем-револьверщицей.
Борис и Бегония познакомились на танцах в клубе завода «Коммунар». В клуб Харламов пришёл вместе с испанским другом, которого знал до войны, а ушёл уже с девушкой.
Валерий Харламов родился в Москве в ночь с 13 на 14 января 1948 года. Борис и Бегония в тот день находились в общежитии завода «Коммунар». Ближе к ночи Бегония почувствовала, что начинаются роды. Срочно была вызвана заводская машина «скорой помощи», которая забрала её в роддом. Под утро у молодой пары на свет появился сын.
Сына назвали Валерием в честь Валерия Чкалова. Борис и Бегония не были расписаны из-за того, что у Бегонии был только вид на жительство. Только спустя три месяца после рождения сына они официально зарегистрировали брак — в этом признаётся Борис Харламов в документальном фильме «Ледовая коррида Валерия Харламова».
В 1949 году в семье Харламовых родилась девочка, которую назвали Татьяной.

### Детство и юность
Среди спортивных детских увлечений Валерия Харламова были хоккей и футбол. Впервые он встал на коньки, когда ему было 7 лет. Отец часто играл на катке в русский хоккей за заводскую команду и брал с собой сына, а чтобы он не мёрз в неотапливаемых раздевалках, ставил его на коньки.
В 1956 году, когда у испанцев, приехавших в 1937 году в СССР, появилась возможность вернуться на родину, вместе с матерью и сестрой Валерий уезжал в Испанию, где несколько месяцев жил в Бильбао и ходил там в школу.
В марте 1961 года Харламов заболел ангиной, которая дала осложнения на другие органы: врачи обнаружили у него порок сердца и поставили диагноз ревмокардит. С этого момента Валере запретили посещать уроки физкультуры в школе, бегать во дворе, поднимать тяжести, плавать и даже посещать пионерский лагерь:20—21.
Однако отец думал иначе, и когда летом 1962 года на Ленинградском проспекте открылся летний каток, он повёл 14-летнего сына туда записываться в хоккейную секцию (сделали они это тайком от матери, тщательно скрывая это продолжительное время). В том году принимали мальчишек 1949 года рождения, однако Валерий с его маленьким ростом выглядел столь юным, что легко ввёл второго тренера ЦСКА Бориса Кулагина в заблуждение относительно своего возраста. Харламов тогда оказался единственным из нескольких десятков мальчишек, кого приняли в секцию, в группу тренера Вячеслава Тазова. Через короткое время обман вскрылся, но отчислять Харламова не стали, так как он понравился тренерам. Хоккеиста перевели в группу начальника школы тренера Андрея Старовойтова, который занимался с ним около четырёх лет.
Вместе с этим раз в три месяца отец с сыном посещали Морозовскую больницу, где Валерия обследовали врачи. В итоге юный Валерий справился со всеми болезнями (врачи признали его абсолютно здоровым) и стал серьёзно заниматься хоккеем:37—38.

### Признание таланта
Талантливого юношу вскоре начали рекомендовать во взрослую команду ЦСКА. Однако главный тренер армейского клуба, Анатолий Тарасов, первое время не видел в юном Харламове серьёзных задатков и говорил, что главный его недостаток — небольшие габариты. Ничем не выделявшийся в хоккейной школе ЦСКА юный Харламов блеснул в финальном турнире юниорского чемпионата СССР весной 1967 года в Минске. По замечанию игравшего в те дни вместе с ним Владимира Богомолова, Валерий проявил себя как нестандартный импровизатор, но в то же время трудолюбивый и играющий исключительно на команду. В Москве, прямо на вокзале, тренер спортшколы ЦСКА Виталий Ерфилов объявил Харламову, что его хотят попробовать в ЦСКА. Летом 1967 года Валерий прошёл сборы с командой ЦСКА в Кудепсте, после которых сильно изменился физически, обрёл мышечную массу.
Постепенно Харламова стали подпускать к основному составу. 26 апреля 1967 года он дебютировал в составе ЦСКА в матче с «Локомотивом» (Москва). Армейцы выиграли 5:2. Затем Валерий провёл ещё один  матч -  против Воскресенского "Химика" (5:3 в пользу ЦСКА). Всего на счету Харламова в этом его дебютном сезоне две голевые передачи. В сезоне 1967/68 он сыграл 22 октября в Новосибирске в матче с "Сибирью" (6:2 в пользу ЦСКА), а в ноябре, для «развития в себе игровой самостоятельности, усовершенствования обводки»:18, Валерий был отправлен во вторую лигу, в чебаркульскую «Звезду», армейскую команду Уральского военного округа. Как признавался главный тренер «Звезды» Владимир Альфер, он получил от Тарасова строгое указание:
«Вы должны создать ему условия для ежедневных трёхразовых тренировок. В календарных встречах Валерий должен проводить не менее семидесяти процентов времени на льду независимо от того, как складывается игра».
Вместе с Харламовым в «Звезду» был отправлен молодой защитник ЦСКА Александр Гусев. За короткое время хоккеисты быстро освоились в команде и внесли в игру «Звезды» большой вклад: Харламов забросил 34 шайбы в 40 играх и стал любимцем местной публики, а Гусев эффективно играл на позиции защитника. Владимир Альфер регулярно информировал Тарасова о достижениях Харламова, а после личной встречи в конце февраля 1968 года на календарной игре ЦСКА в Свердловске Харламов был вызван обратно в Москву. Сыграв 7 марта в Калинине последнюю игру за «Звезду» (после которой команда получила повышение в классе), 8 марта хоккеист вернулся домой и в тот же день был вызван Тарасовым на тренировку ЦСКА.

#### Первые успехи
Десятого марта Харламов включён в основной состав ЦСКА, и снова против новосибирской «Сибири». Армейцы легко победили соперника — 11:3, а Харламов играл вместе с Викуловым и Полупановым, подменяя Фирсова. 23 апреля 1968 года он забросил свою первую шайбу в команде мастеров — в ворота «Крыльев Советов». В конце сезона он уже выступал в составе молодёжного звена ЦСКА: Харламов — Смолин — Блинов.
Закрепиться в основном составе ЦСКА ему удалось только в следующем сезоне. В октябре 1968 года Харламов впервые вышел в одной тройке с Борисом Михайловым и Владимиром Петровым на матч против горьковского «Торпедо». Игру ЦСКА проиграл 0:1, а Харламов сыграл невыразительно. Однако уже вскоре тройка молодых форвардов стала играть ярко и результативно:60.
В декабре 1968 года Харламова вызвали во вторую сборную СССР, которая заменила команду ЧССР на международном московском турнире (позже стал называться турниром на приз газеты «Известия»).
Сразу после окончания турнира Харламов вместе с Борисом Михайловым и Владимиром Петровым был приглашён в основную сборную на 2 выставочные игры с Канадой. 6 декабря 1968 года Валерий дебютировал в первой игре, а на следующий день сыграл вторую. Именно с этих игр в составе сборной СССР появилась тройка Михайлов — Петров — Харламов.
С начала 1969 года все трое регулярно вызывались в сборную на товарищеские игры, после которых тренеры решили взять их на чемпионат мира в Стокгольм. С первых игр дебютанты продемонстрировали высокий класс игры, что способствовало их закреплению в составе сборной.
Существуют расхождения в источниках по поводу первой заброшенной шайбы Харламова на турнире — в повести «Форвард № 17» Владимира Дворцова и Зино Юрьева, а также в статье статистика Юрия Лукашина в сборнике воспоминаний Бориса Левина указывается, что первый гол забит уже в дебютной игре чемпионата мира против сборной США на 38-й минуте. Тем не менее, протоколы игры в энциклопедии «Хоккей» и на сайте Артура Шидловского опровергают эти данные. Если принимать в расчёт вторую версию, то первую шайбу на чемпионатах мира Харламов провёл в следующей игре против шведов.
Турнир для сборной в 1969 году складывался напряжённо — после ряда выигранных матчей последовало поражение от сборной ЧССР 0:2. Через игру состоялась встреча со шведами, которых советские хоккеисты не без трудностей обыграли 3:2, все три шайбы забросила тройка Петрова. В следующем матче (предпоследнем на турнире) сборная вновь уступила ЧССР 3:4. В том матче Харламов сначала забросил шайбу в ворота соперника, а потом отдал передачу прямо на клюшку сопернику в своей зоне, что привело к голу в ворота сборной СССР. Та шайба оказалась решающей, а после матча тренеры объявили виновными в поражении Харламова и вратаря Виктора Зингера:96.
Несмотря на это, каких-либо санкций не последовало, а сборная СССР стала чемпионом мира: в последнем туре шведы обыграли чехословаков 1:0, и в итоге команды СССР, ЧССР и Швеции имели равное количество очков, и сборная СССР заняла первое место благодаря лучшей разнице заброшенных и пропущенных шайб.
По возвращении в Москву перворазряднику Харламову (как и партнёрам по тройке) было присвоено звание заслуженного мастера спорта:97. При этом сделано это было без ведома Анатолия Тарасова, что вызвало с его стороны серьёзное возмущение.

### Расцвет хоккейной карьеры

#### Тройка Михайлов — Петров — Харламов
Тройка нападающих ЦСКА создавалась в течение 3,5 лет. Сначала в ЦСКА появился Борис Михайлов. С 1967 года в основе армейцев стал появляться Владимир Петров, который рассматривался как замена уходившему из хоккея Александру Альметову. При этом между собой Михайлов и Петров за место в основе не конкурировали — тренеры рассматривали их как дополняющих друг друга. Первое время в сезоне 1967/68 они играли вместе с Вениамином Александровым, а после поездки команды ЦСКА на игры в Японию к тройке присоединился Харламов.
К началу сезона 1968/69 тренерам ЦСКА было очевидно, что классическая игровая манера Александрова не подходит молодым игрокам, которым нужно не влияние мастера, а обретение уверенности в своих силах среди сверстников. Как отмечает Леонид Трахтенберг, именно Харламов оказался тем неформальным лидером в тройке, за которым тянулись Михайлов и Петров:64.
При этом каждый из игроков обладал неповторимым стилем игры:
1. Михайлов был азартен, умел заводить партнёров и вести их за собой, на площадке выполнял много черновой работы, отрабатывал в обороне, умело играл на подборе и при этом ухитрялся забивать больше всех в тройке.
2. Петров — физически развитый хоккеист, умел вести силовую борьбу, обладал мощным и неотразимым броском, настойчив по характеру, но немного упрям.
3. Харламов в тройке выделялся неповторимым стилем обводки: он смело шёл на защитников, стараясь протиснуться между ними и зная, что это у него получится, так как защитники понадеются друг на друга и расступятся перед ним. Он забивал меньше, чем партнёры по тройке, зато отдавал множество голевых передач для Петрова с Михайловым. Нестандартная обводка Харламова завершалась либо броском, либо точной передачей партнёру[26]:51-70.

Тройка выделялась тем, что первой в советском хоккее стала играть на площадке в силовой манере.
Сам Харламов так отмечал игру тройки:13:
Мы понимаем друг друга не с полуслова, а с полубуквы. Я знаю, что они могут предпринять в то или иное мгновение, догадываюсь об их решении, даже если они смотрят куда-то в другую сторону. Точнее говоря, я не столько знаю, сколько чувствую, что сделают они в следующую секунду, как сыграют в той или иной ситуации, и потому в то же мгновение мчусь туда, где ждёт меня шайба, где, по замыслу партнёра, я должен появиться.

Не говоря ни слова, лишь переглянувшись, мы сразу же находим устраивающее всех решение — потеряв шайбу, знаем, кто должен бежать на помощь защитникам, знаем, когда партнёр устал настолько, что именно тебе следует «отработать» назад, хотя он ближе к своим воротам, в любой момент матча знаем, кому вступить в борьбу, кому атаковать игрока, владеющего шайбой.
Тройка несколько раз разбивалась, особенно в играх сборной (Олимпиада-72 и Суперсерия-72, 1976 год, последние годы карьеры). Но со всеми партнёрами Харламов чувствовал себя свободно и уверенно.
Хоккеисты тройки легко чувствовали себя вместе во время игр на площадке, но вне хоккея идеальных отношений между ними не было:51-70.

#### Первый олимпийский успех
С начала 1970-х годов молодой Харламов — один из ведущих хоккеистов в стране. Наиболее ярко проявляются его техника игры, безупречное катание и владение шайбой, бомбардирские качества.
В чемпионате СССР 1970/71 стал лучшим бомбардиром, забросив в ворота соперников сорок шайб. На чемпионате мира 1971 года, в решающей игре против шведов, при счёте 2:3 в третьем периоде именно благодаря Харламову заброшена переломная шайба, которая в итоге способствовала победе сборной СССР на турнире и третьему титулу чемпиона мира для самого хоккеиста.
В конце 1971 года Тарасов, в преддверии Олимпийских игр в Саппоро, с целью создания «принципиально новой тактической расстановки»:19 решил перевести Харламова в другую тройку — к Викулову и Фирсову. Сначала новая тройка была опробована на турнире на приз газеты «Известия», где она стала лучшей по показателям «гол+пас», а Викулов, с пятью голами, лучшим снайпером. Харламов так отзывался о новых партнёрах и своём месте среди них:
«Я сначала волновался: ещё бы, играю рядом с такими мастерами! Но они меня приняли как равного, и без нотаций и окриков помогли найти своё место в звене».
Непосредственно на олимпийском турнире лучшим бомбардиром стал уже Харламов. Он забивал в каждой игре (кроме последней против сборной ЧССР), дважды ему удавался хет-трик (против финнов и поляков). В итоге сборная Советского Союза одержала пять побед, одну игру свела вничью и заняла 1-е место. Валерий Харламов набрал в ходе игр 16 очков, забросил 9 шайб и отдал 7 результативных передач, а его партнёры по тройке также были в числе лучших бомбардиров. Золотая медаль в честь победы на турнире стала первым успехом Валерия на Олимпийских играх.

#### Суперсерия СССР — Канада (1972)
В ходе серии игр с канадскими профессионалами в сентябре 1972 года Валерий Харламов получил действительно всеобщее признание в международном хоккее. Наряду с Третьяком и Якушевым он был одним из ведущих игроков сборной Советского Союза в этих играх.
Наиболее успешной для Харламова стала «канадская» часть серии. В 1-й игре усилиями Валерия сборная СССР вышла вперёд (3:2) и закрепила свой успех (4:2). Обе шайбы были заброшены благодаря его индивидуальному мастерству, а именно быстрой обводке и резкому броску. В итоге советские хоккеисты выиграли матч со счётом 7:3. При подведении итогов встречи организаторы признали Харламова лучшим игроком матча в составе сборной СССР.
2-я игра Харламову, как и всей сборной, не удалась. В этом матче он получил 10-минутный дисциплинарный штраф от американских арбитров.
В 3-й игре забросил одну шайбу. В тот момент сборная СССР, при счёте 1:3, находилась в меньшинстве. Харламов, подхватив передачу Бориса Михайлова, завершил быстрый отрыв. Игра же в итоге закончилась вничью — 4:4.
В последней игре «канадской» части суперсерии Харламов ограничился двумя голевыми передачами. Однако он был всё так же полезен в игре, что в итоге принесло победу в игре со счётом 5:3.
В 1-й игре «московской» части суперсерии Харламов был очень активен и участвовал в двух решающих заброшенных шайбах, способствовав итоговой победе со счётом 5:4.
Следующая игра омрачилась неспортивным поведением канадца Бобби Кларка: в одном из эпизодов игры он нанёс рубящий удар крюком клюшки в область лодыжки Валерия, чуть выше верхнего края ботинка. Сам канадец так отзывался об этом эпизоде:
«Мы шли параллельными курсами, и Харламов толкнул меня клюшкой, а потом развернулся и уехал. Я его догнал и тяпнул по ноге, совершенно не думая, куда и как бью. <…> Я игрок жёсткий и уважаю жёсткость в других. Но если меня „трогают“ клюшкой, я делаю то же самое».
Джон Фергюсон, помощник тренера канадской сборной, дал задание Кларку вывести Харламова из строя. При этом Кларк не был удалён до конца игры, а получил только штраф 2+10. Обескровленная сборная в итоге уступила 2:3.
3-я игра «московской» части суперсерии прошла без Харламова, а сборная вновь проиграла с разницей в одну шайбу — 3:4. На последнюю игру серии, благодаря усилиям врачей и собственному желанию сыграть «через не могу», Харламов всё же вышел, в том матче он сделал одну голевую передачу; победа как в той игре (5:6), так и в серии осталась за канадцами.

#### Суперсерия СССР — Канада (1974)
Другим ярким событием в карьере Харламова стала Суперсерия-74. За 8 игр он забросил всего 2 шайбы, но обе шайбы признаны шедеврами.
17 сентября в Квебеке во время матча сборной СССР против сборной профессионалов ВХА Харламов забил гол, который привёл в изумление и восторг десятки тысяч болельщиков на трибунах. Известный канадский защитник Жан-Клод Трамбле вспоминал:
«Когда мы со Степлтоном откатывались назад, я был спокоен: ни один форвард ВХА или НХЛ не рискнул бы вклиниться между нами. Без ложной скромности скажу, что менее опасно очутиться между двумя жерновами. Однако этот русский нападающий понёсся прямо на нас. Что было потом? Я видел, что форвард собирается обойти меня с внешней стороны, слева. Пэт Степлтон, как потом выяснилось, заметил прямо противоположное: мол, русский хочет обойти его справа и тоже с внешней стороны. Когда же мы разъехались ловить каждый «своего» Харламова, тот проскочил между нами. И я по сей день не пойму, как он оставил нас в дураках. Но одно я знаю точно: другого такого игрока нет».
Канадские журналисты охарактеризовали эту шайбу как «гол для гурманов». Валерий Харламов часто повторял: «Люблю сыграть красиво».
3 октября в Москве Харламов забросил шайбу, которую Анатолий Тарасов описал так:15:
«Первого канадца он обвёл своим коронным финтом — обманным кивком головы в сторону, отчего тот кинулся наперерез, туда, куда Валерий и не собирался двигаться. Второго, который намеревался на подкате столкнуться, он обыграл, резко затормозив и одновременно развернув туловище, так что противник промахнулся и пролетел мимо. А третьему он показал, что потерял шайбу, умышленно отпустив её от крюка клюшки, и, когда канадец дотронулся до шайбы, уже вкушая радость от того, что отнял её у самого Харламова, Валерий налетел на него, толкнув плечом, опрокинул на лёд, вновь овладел шайбой и оказался один на один с вратарём Чиверсом.

Как бы шутя, чуть даже игриво, Харламов приблизился к опытнейшему голкиперу канадцев, сделал замах клюшкой и выпад влево с явным намерением пробить в правый от вратаря угол ворот. Его финт был до того естественным, что вратарь начал смещаться вправо, но Валерий сыграл иначе — неуловимым движением он послал шайбу верхом в левый угол ворот».
При этом, как отмечает в своих воспоминаниях врач сборной Олег Белаковский, канадцы в той игре грязно и неспортивно играли против Харламова:
«Казалось бы, незаметный тычок клюшкой, и у Харламова разбита переносица. Мне с трудом удаётся остановить у него кровь. Удар в переносицу — штука очень болезненная, но сейчас не до боли, и Валерий снова рвётся на лёд. Канадцы ставят перед собой задачу — сломить этого упрямца, сломить любой ценой. И тут же на глазах у тысяч возмущённых зрителей происходит нечто отвратительное. Рик Лэй, канадский защитник, настигает Валерия и бьёт кулаком в лицо ни с того ни с сего. Бьёт кулаком в переносицу!

Удар Лэя служит сигналом, и начинается настоящее побоище. Больше всего достаётся Харламову, Якушеву, Мальцеву, Васильеву, Лутченко. Все они серьёзно травмированы. Я едва успеваю перевязывать, подмазывать, подклеивать. Едва успеваю потому, что ребята буквально рвутся в бой. Рвутся, несмотря на опасность новых столкновений. Это было поистине великое противостояние».
После игры Лэй пришёл на тренировку сборной СССР и публично принёс Валерию извинения:137.

#### Игры ЦСКА с командами НХЛ (1975/76)
В конце 1975 года состоялись первые игры между СССР и НХЛ на уровне клубов. Армейцам предстояло провести 4 игры в Северной Америке.
Харламова в США и Канаде встречали как суперзвезду — только ему и Третьяку зрители устраивали долгие овации во время представления хоккеистов перед началом игр. Харламов благодарил зрителей за поддержку красивыми голами. Так, в 1-й игре серии против «Нью-Йорк Рейнджерс» при счёте 2:1 в самом конце 1-го периода Харламов, подхватив шайбу на своей половине площадки, легко прошёл защитников соперника, которые встречали его у синей линии, и неотразимо пробил мимо вратаря.
Во 2-й игре серии против «Монреаль Канадиенс» в конце 2-го периода Харламов забросил ещё одну запоминающуюся шайбу: получив пас от Петрова, прошёл между 2-х защитников, и, не сближаясь с вратарём Драйденом, бросил в противоход в правый угол ворот.
В играх этой суперсерии против Харламова также применяли грубые и порой грязные приёмы. Так, в матче с «Филадельфией» канадец Эд ван Имп нанёс Харламову удар клюшкой в спину на 12-й минуте первого периода, после которого советский хоккеист долго лежал на льду.
Харламов позже так вспоминал этот момент игры:142:
«Удар был настолько сильным и неожиданным, что я грохнулся на лёд. <…> В глазах у меня потемнело. Кажется, на несколько секунд я даже потерял сознание. И первая мысль — надо обязательно встать. <…> Несколько секунд мускулы не слушались меня, но кое-как поднялся».
Сразу после этого эпизода руководство команды ЦСКА попыталось пресечь грубую игру противника и странное поведение рефери уходом с поля, однако демарш ЦСКА по сути ни к чему тогда не привёл. Более того, команда во время этого перерыва «перегорела» и, вернувшись на площадку при счёте 0:0, отдала инициативу сопернику и уступила 1:4.
По итогам турне Харламов был лучшим в составе ЦСКА по системе «гол+пас», забив 4 шайбы и отдав 3 голевые передачи.

#### Вторая олимпийская победа
На Олимпийских играх в Инсбруке Харламов выступал в одной тройке с Михайловым и Петровым. Несмотря на то, что сборная СССР уверенно обыгрывала всех соперников, победитель Олимпиады оставался неясен до последней игры с чехословаками. Сама игра прошла очень напряжённо: был проигран 1-й период со счётом 0:2, во 2-м периоде, при том же счёте, в течение двух минут сборная СССР вынуждена была обороняться втроём против пятерых. Выстояв и не пропустив в этот сложный отрезок, советские хоккеисты сумели переломить ход встречи. Победную шайбу для сборной забил Харламов: при счёте 3:3 он переиграл вратаря Иржи Голечека. Всего на турнире Валерий забросил три шайбы и отдал шесть результативных передач. Победа в Инсбруке стала вторым, и последним, «золотым» олимпийским успехом для хоккеиста.
В апреле 1976 года Харламов достиг ещё одного индивидуального успеха: его впервые признали лучшим нападающим чемпионата мира (хотя он не вошёл даже в пятёрку лучших бомбардиров). Однако сборная СССР безоговорочно уступила первенство на турнире чехословакам.

### События в личной жизни
14 мая 1976 года 28-летний Харламов женился на 19-летней Ирине Смирновой, с которой познакомился ранее в ресторане «Россия». У молодой пары ещё в сентябре 1975 года родился первенец — сын Александр. Чуть позже у них родилась и дочь — Бегонита.
До женитьбы Харламов жил холостяком в однокомнатной квартире на улице Свободы в Тушино, а перед самой свадьбой переехал жить к жене с тёщей на Авиамоторную улицу. Позже молодым Харламовым дали трёхкомнатную квартиру на проспекте Мира, недалеко от станции метро «Алексеевская».

### Автомобильная авария в 1976 году
В четверг 26 мая 1976 года Харламовы попали в автомобильную аварию на Ленинградском шоссе, когда возвращались из гостей ночью. Валерий, сидевший за рулём, решил обогнать медленно ехавший грузовик (хотя при этом по встречной на небольшом отдалении шёл другой грузовик). При выезде на встречную полосу увидел, что на него из-за встречного грузовика несётся такси. Резко вывернув влево, он съехал с дороги и врезался в столб:3.
Хоккеист получил двухлодыжечный оскольчатый перелом правой голени, перелом двух рёбер, сотрясение мозга и множество ушибов (жена Ирина не пострадала). Некоторые врачи рекомендовали ему завершить спортивную карьеру, однако Валерий собирался продолжить играть после выздоровления. Выздоровлению хоккеиста помог хирург Андрей Петрович Сельцовский, который оперировал Харламова и следил за состоянием его здоровья в Главном военном госпитале в Москве.
Через два месяца, в августе, он сделал первые самостоятельные шаги по палате. Позже в палате для него оборудовали специальную комнату, где у него стояли гири и где он мог заниматься атлетическими упражнениями.

### Возвращение на лёд
Осенью Харламов по совету Тарасова начал тренироваться с мальчишками на катке. Постепенно обретая форму (ему удалось сделать это довольно быстро), он принимал участие в занятиях вместе с игроками ЦСКА. Тренеры ЦСКА, чувствуя, что Харламова надо выпускать на площадку, стали думать, в игре против какой команды это лучше сделать. Выбор пал на «Крылья Советов», где в то время играло много бывших игроков ЦСКА, а тренером был Борис Кулагин. Перед игрой с разрешения Кулагина перед игроками «Крыльев» выступил врач ЦСКА и сборной СССР Олег Белаковский. Он сказал, что в матче против них на лёд выйдет Харламов, и попросил хоккеистов не применять против него силовые приёмы. Игроки «Крыльев» с пониманием отнеслись к данной просьбе и действовали против Харламова предельно корректно. 16 ноября 1976 года Харламов вышел на матч против «Крыльев Советов». Пришедшие во дворец спорта в Лужниках, услышав, что на игру вышел Валерий, устроили хоккеисту долгую овацию. Партнёры по команде — Михайлов и Петров — постарались сделать всё возможное, чтобы в этой игре Харламов забросил шайбу. И уже на 4-й минуте игры Харламов забил гол, который был встречен овацией трибун и даже аплодисментами со стороны игроков «Крыльев». Тем не менее Харламов провёл на льду только два периода, в третьем его заменил Вячеслав Анисин. Игра в итоге завершилась победой ЦСКА 7:3.
Харламов так вспоминал своё возвращение:147—148:
«Играл я тогда как в тумане. И не потому, что был слаб. Функционально я уже восстановил форму. Просто я видел, что ребята оберегают меня — и партнёры, и противники. И тронуло меня это необыкновенно. Значит, нужен я. Значит, ценят. Ощущение такое — вот-вот разревусь. Еле совладал с нервами…»

### Продолжение успешной карьеры
В сборную СССР Харламов вернулся в декабре 1976 на турнире на приз газеты «Известия» и в первом же матче против шведов сотворил хет-трик. И хотя больше на турнире не забивал, стал вместе с Борисом Михайловым лучшим по системе «гол+пас» (3+3, 6 очков).
В 1977 году вместе со сборной выступал уже на чемпионате мира в Вене. Сильно проведя 1-й этап турнира, сборная провалила вторую часть и уступила в итоге в турнирной таблице одно очко чехословакам, и пропустила на 2-е место шведов (по результатам личных встреч). Несмотря на общее неудачное выступление, тройка Петрова была лучшей на чемпионате по заброшенным шайбам и набранным очкам.
Летом 1977 года ЦСКА и сборную СССР возглавил приглашённый из Риги Виктор Тихонов. Проанализировав последние неудачи на международной арене, новый тренер пришёл к выводу, что хоккеисты базового клуба сборной находятся в низкой функциональной и психологической готовности, причина которой — избалованность ведущих хоккеистов и их пресыщенность многочисленными победами. Тихонов начал с введения двухразовых тренировок и дополнительных упражнений, а в игровом плане начал осваивать с командой переход на игры в четыре звена. Валерий Харламов так описывал первые дни Тихонова в команде:
«Виктор Васильевич Тихонов не напоминал нам наших прежних тренеров. Но ведь с ними мы выигрывали, становились чемпионами. Так почему же мы теперь должны тренироваться, готовиться к сезону иначе? Когда в июле Тихонов сказал нам, что мы будем во время одной тренировки, точнее, в её конце пробегать десять раз по 400 метров, причём каждый раз укладываться в 70 секунд, то мы восприняли это как дурную шутку. А сейчас пробегаем, и ничего, живы. Заставили себя и как следствие — преодолели собственную инерцию, собственный скепсис, недоверие к идеям тренера».
Однако новый тренер не мог не доверять ведущим хоккеистам ЦСКА, а потому первые годы полагался на них. Тройка Михайлов — Петров — Харламов при Тихонове добилась новых успехов: были выиграны ещё два мировых первенства в 1978 и 1979 годах, где Валерий Харламов был также в числе лучших. Кроме того, в начале 1979 года советские хоккеисты завоевали Кубок Вызова 1979 в США. Харламов сумел сыграть только в первой игре серии, а две последующие пропустил из-за травмы.
В октябре 1979 в матче чемпионата СССР против «Спартака» тройка Петрова (усилиями Михайлова) забросила свою тысячную шайбу в первенствах СССР в высшей лиге.
Однако самый главный турнир четырёхлетия — олимпийский турнир 1980 года — сборная СССР провела неуверенно. В одном из решающих матчей хоккеисты уступили студенческой команде США 3:4, и потеряли шансы на завоевание золота. После Олимпиады в адрес тройки Михайлов — Петров — Харламов посыпались обвинения в слабой игре и предложения поскорей завершать карьеру.
С сезона 1980/81 тройка была расформирована. В декабре 1980 года вынужден был завершить карьеру Борис Михайлов, а Харламов с Петровым продолжали играть, но при этом периодически переводились в разные звенья (Петров завершил карьеру после чемпионата мира 1981). Во второй половине 1980 года и первой половине 1981 года Харламов многое сделал для становления мастерства молодых Сергея Макарова, Владимира Крутова, Андрея Хомутова. У него дома некоторое время жили некоторые приезжие хоккеисты — например, Алексей Касатонов.
Перед началом сезона 1981/82 Харламов говорил друзьям, что этот сезон для него станет последним, по завершении которого он станет детским тренером. Летом 1981 он усиленно готовится к новому сезону и набирает неплохую форму: в составе ЦСКА он стал в 11-й раз чемпионом СССР и обладателем Кубка европейских чемпионов. На этом турнире был назван лучшим нападающим, набрав в трёх встречах 11 очков (2+9). Кроме того, проведя в августе 1981 четыре выставочных игры в Скандинавии, Харламов рассчитывал, что его возьмут в состав сборной на Кубок Канады 1981, однако главный тренер Тихонов решил иначе. Тихонов объяснял решение тем, что у него был разговор с хоккеистом, во время которого Харламов согласился с тренером, что не имеет достаточных физических кондиций, чтобы играть в Канаде. В итоге, Валерий в подавленном душевном состоянии остался в Москве, а через несколько дней погиб в автокатастрофе.

### Гибель
В четверг 27 августа 1981 года, в семь часов утра, на 74 км Ленинградского шоссе произошла авария, приведшая к гибели хоккеиста. Валерий, Ирина и её двоюродный брат Сергей Иванов возвращались в город с дачи в Покровке под Клином на своей «Волге» под номером 00-17 ММБ. Ирина, сидевшая за рулём, не справилась с управлением на скользкой от дождя дороге, и машину вынесло на встречную полосу, где она столкнулась с грузовиком ЗИЛ (врезалась в грузовик боком и от сильного удара скатилась в кювет). От полученных травм все пассажиры «Волги» скончались на месте.
В книге Фёдора Раззакова «Звёздные трагедии» сказано, что за день до аварии на этом участке меняли асфальт. Там, где заканчивалось новое покрытие, образовался своеобразный выступ высотой 5 см, который и стал причиной трагедии. Жена Харламова была неопытным водителем и, наскочив на кочку, потеряла управление. Также дополнительным фактором, повлёкшим за собой смерть людей, было и то, что грузовик был набит до отказа запчастями.
Вечером 27 августа мировые информагентства распространили новость: «Как сообщает ТАСС, в автокатастрофе под Москвой сегодня утром погиб знаменитый хоккеист Валерий Харламов, тридцати трёх лет, и его жена. У них осталось двое маленьких детей — сын и дочь…».
31 августа прошла панихида во Дворце тяжёлой атлетики ЦСКА. В тот же день состоялись похороны погибших на Кунцевском кладбище. Проститься с хоккеистом пришли тысячи людей.
На похоронах не смогли присутствовать игроки сборной СССР, которые в тот момент находились в Виннипеге. Они провели собрание, на котором было решено во что бы то ни стало выиграть Кубок Канады. Советские хоккеисты выполнили своё обещание, обыграв в финале канадцев 8:1.

#### Семья Харламовых: жизнь после гибели Валерия и Ирины
После смерти супругов Харламовых началась тяжба за опекунство над их детьми.
Через пять с половиной лет после трагедии 9 февраля 1987 года ушла из жизни мать Харламова.
После аварии дети Валерия и Ирины жили с бабушкой Ниной Васильевной Смирновой, оба ребёнка пробовали себя в профессиональном спорте.
В большинстве биографических источников сказано, что шефство над маленьким Сашей взяли хоккеисты ЦСКА Касатонов, Крутов и Фетисов. Они заменили мальчишке отца. Но в интервью сайту OLD-Sport в 2012 году Александр рассказал, что это было не так. Одноклубники отца появлялись редко, чаще ограничиваясь материальной помощью семье и подарками из зарубежных командировок. Обоих родителей им с сестрой заменила бабушка. Повзрослев, Александр стал хоккеистом, играл в ЦСКА и американских клубах. В 1997 году женился, растит сына Валерия.
Дочь занималась художественной гимнастикой, стала мастером спорта. В настоящее время (2013) замужем, растит двух дочерей — Дарью и Анну.
Отец Борис Сергеевич умер 27 января 2010 года, пролежав несколько дней в Боткинской больнице и перенеся операцию на желудке. Последние годы он проживал вместе с дочерью Татьяной.

## Достижения Валерия Харламова
- Олимпийский чемпион (2): 1972, 1976.
- Серебряный призёр Олимпийских игр: 1980
- Чемпион мира (8): 1969—1971, 1973—1975, 1978, 1979.
- Серебряный призёр ЧМ (2): 1972, 1976
- Бронзовый призёр ЧМ: 1977
- Чемпион Европы (7): 1969, 1970, 1973—1975, 1978, 1979.
- Серебряный призёр ЧЕ (2): 1971, 1972
- Бронзовый призёр ЧЕ (2): 1976, 1977
  - Лучший нападающий ЧМ 1976.
  - Входил в символическую сборную ЧМ (4): 1972, 1973, 1975, 1976.
  - На ЧМ и ОИ — 123 матча, 89 шайб.
- Обладатель Кубка Вызова 1979.
- Включён в символическую сборную столетия ИИХФ[48].
- Член Зала славы ИИХФ.
- Член Зала хоккейной славы в Торонто.
- Обладатель Кубка Европы (11): 1969—1974, 1976, 1978—1981
- Чемпион СССР (11): 1968, 1970—1973, 1975, 1977—1981.
- Серебряный призёр чемпионата СССР (3): 1969, 1974, 1976
  - Сыграл 438 матчей за ЦСКА и забросил 293 шайбы.
- Обладатель Кубка СССР (5): 1968, 1969, 1973, 1977, 1979.
- Финалист Кубка СССР: 1976
- Победитель Спартакиад дружественных армий (сборная Вооруженных сил СССР) (2): 1975[49], 1979[50]
- Серебряный призёр Спартакиады дружественных армий: 1977[50]
- Лучший хоккеист СССР (2) (1972, 1973).
- Лучший бомбардир чемпионата СССР: 1971
- лучший бомбардир чемпионата СССР по системе «гол+пас»: 1972.
- Третий бомбардир в истории чемпионатов мира по хоккею, уступает только Михайлову и Мальцеву: 155 очков (74+81) в 105 матчах[51] (при этом Харламов ни разу не был лучшим бомбардиром отдельного чемпионата мира[52]).
- Обладатель хоккейного приза «Три бомбардира»: 1970/1971, 1974/1975, 1977/1978 (Михайлов — Петров — Харламов), 1971/1972 (Викулов — Фирсов — Харламов), 1979/1980 (Михайлов — Харламов — Крутов).
- Рекордсмен турнира на приз газеты «Известия» по количеству заброшенных шайб — 40 забитых шайб.

### Статистика
Статистические данные приведены на основе сайта www.legendsofhockey.net и дополнены материалами из хоккейных энциклопедий.
|                                        |                                        |                                        | Регулярные турниры | Регулярные турниры | Регулярные турниры | Регулярные турниры | Регулярные турниры | Регулярные турниры |
| Сезон                                  | Команда                                | Турнир                                 | Игры               | Голы               | Пасы               | Очки               | Штраф              |                    |
| -------------------------------------- | -------------------------------------- | -------------------------------------- | ------------------ | ------------------ | ------------------ | ------------------ | ------------------ | ------------------ |
| 1967/68                                | Звезда (Чебаркуль)                     | СССР (2-я лига)                        | 40                 | 34                 |                    |                    |                    |                    |
| 1967/68                                | ЦСКА (Москва)                          | СССР                                   | 15                 | 2                  | 3                  | 5                  | 6                  |                    |
| 1968/69                                | ЦСКА                                   | СССР                                   | 42                 | 37                 | 12                 | 49                 | 24                 |                    |
| 1968/69                                | ЦСКА                                   | КЕЧ                                    | 4?                 | 4                  |                    |                    |                    |                    |
| 1968                                   | Сборная СССР-2                         | КИ                                     | 2                  | 2                  | 2                  | 4                  | 0                  |                    |
| 1969                                   | Сборная СССР                           | ЧМ                                     | 10                 | 6                  | 7                  | 13                 | 4                  |                    |
| 1969                                   | Сборная СССР                           | КИ                                     | 4                  | 2                  |                    |                    | 0                  |                    |
| 1969/70                                | ЦСКА                                   | СССР                                   | 33                 | 33                 | 10                 | 43                 | 16                 |                    |
| 1968/69                                | ЦСКА                                   | КЕЧ                                    | 4?                 | 3                  |                    |                    |                    |                    |
| 1970                                   | Сборная СССР                           | ЧМ                                     | 9                  | 7                  | 3                  | 10                 | 4                  |                    |
| 1970                                   | Сборная СССР                           | КИ                                     | 3                  | 2                  | 2                  | 4                  | 2                  |                    |
| 1970/71                                | ЦСКА                                   | СССР                                   | 34                 | 40                 | 12                 | 52                 | 18                 |                    |
| 1970/71                                | ЦСКА                                   | КЕЧ                                    | 4?                 | 6                  |                    |                    |                    |                    |
| 1971                                   | Сборная СССР                           | ЧМ                                     | 10                 | 5                  | 12                 | 17                 | 2                  |                    |
| 1971                                   | Сборная СССР                           | КИ                                     | 3                  | 3                  | 1                  | 4                  | 4                  |                    |
| 1971/72                                | ЦСКА                                   | СССР                                   | 31                 | 26                 | 16                 | 42                 | 22                 |                    |
| 1971/72                                | ЦСКА                                   | СССР                                   | 4                  | 1                  |                    |                    |                    |                    |
| 1972                                   | Сборная СССР                           | ОИ                                     | 5                  | 9                  | 7                  | 16                 | 2                  |                    |
| 1972                                   | Сборная СССР                           | ЧМ                                     | 9                  | 8                  | 6                  | 14                 | 10                 |                    |
| 1972                                   | Сборная СССР                           | СС-72                                  | 7                  | 3                  | 5                  | 8                  | 16                 |                    |
| 1972                                   | Сборная СССР                           | КИ                                     | 4                  | 5                  | 2                  | 7                  | 7                  |                    |
| 1972/73                                | ЦСКА                                   | СССР                                   | 27                 | 19                 | 13                 | 32                 | 22                 |                    |
| 1972/73                                | ЦСКА                                   | КЕЧ                                    | 4                  | 3                  |                    |                    |                    |                    |
| 1973                                   | Сборная СССР                           | ЧМ                                     | 10                 | 9                  | 14                 | 23                 | 31                 |                    |
| 1973                                   | Сборная СССР                           | КИ                                     | 4                  | 3                  | 2                  | 5                  | 2                  |                    |
| 1973/74                                | ЦСКА                                   | СССР                                   | 26                 | 20                 | 10                 | 30                 | 28                 |                    |
| 1973/74                                | ЦСКА                                   | КЕЧ                                    | 2?                 | 0                  |                    |                    |                    |                    |
| 1974                                   | Сборная СССР                           | ЧМ                                     | 10                 | 5                  | 5                  | 10                 | 8                  |                    |
| 1974                                   | Сборная СССР                           | СС-74                                  | 8                  | 2                  | 5                  | 7                  | 4                  |                    |
| 1974                                   | Сборная СССР                           | КИ                                     | 16                 | 8                  | 16                 | 24                 | 16                 |                    |
| 1974/75                                | ЦСКА                                   | СССР                                   | 31                 | 15                 | 24                 | 39                 | 35                 |                    |
| 1975                                   | Сборная СССР                           | ЧМ                                     | 9                  | 10                 | 6                  | 16                 | 4                  |                    |
| 1975                                   | Сборная СССР                           | КИ                                     | 3                  | 5                  | 2                  | 7                  | 0                  |                    |
| 1975/76                                | ЦСКА                                   | СССР                                   | 34                 | 18                 | 18                 | 36                 | 6                  |                    |
| 1975/76                                | ЦСКА                                   | ССЦ-75/76                              | 4                  | 4                  | 3                  | 7                  | 0                  |                    |
| 1975/76                                | ЦСКА                                   | КЕЧ                                    | 4                  | 3                  |                    |                    |                    |                    |
| 1976                                   | Сборная СССР                           | ОИ                                     | 6                  | 3                  | 6                  | 9                  | 6                  |                    |
| 1976                                   | Сборная СССР                           | ЧМ                                     | 10                 | 4                  | 10                 | 14                 | 4                  |                    |
| 1976                                   | Сборная СССР                           | КИ                                     | 4                  | 3                  | 3                  | 6                  | 2                  |                    |
| 1976/77                                | ЦСКА                                   | СССР                                   | 21                 | 18                 | 8                  | 26                 | 16                 |                    |
| 1977                                   | Сборная СССР                           | ЧМ                                     | 10                 | 9                  | 7                  | 16                 | 4                  |                    |
| 1977                                   | Сборная СССР                           | КИ                                     | 4                  | 4                  | 2                  | 6                  | 2                  |                    |
| 1977/78                                | ЦСКА                                   | СССР                                   | 29                 | 18                 | 24                 | 42                 | 35                 |                    |
| 1978                                   | Сборная СССР                           | ЧМ                                     | 10                 | 4                  | 4                  | 8                  | 2                  |                    |
| 1978                                   | Сборная СССР                           | КИ                                     | 4                  | 1                  | 3                  | 4                  | 6                  |                    |
| 1978/79                                | ЦСКА                                   | СССР                                   | 41                 | 22                 | 26                 | 48                 | 36                 |                    |
| 1978/79                                | ЦСКА                                   | КЕЧ                                    | 3?                 | 1                  |                    |                    |                    |                    |
| 1979                                   | Сборная СССР                           | КВ                                     | 1                  | 0                  | 1                  | 1                  | 0                  |                    |
| 1979                                   | Сборная СССР                           | ЧМ                                     | 8                  | 7                  | 7                  | 14                 | 4                  |                    |
| 1979                                   | Сборная СССР                           | КИ                                     | 4                  | 2                  | 3                  | 5                  | 4                  |                    |
| 1979/80                                | ЦСКА                                   | СССР                                   | 42                 | 16                 | 22                 | 38                 | 40                 |                    |
| 1979/80                                | ЦСКА                                   | КЕЧ                                    | 3?                 | 1                  |                    |                    |                    |                    |
| 1979/80                                | ЦСКА                                   | ССЦ-79/80                              | 5                  | 2                  | 1                  | 3                  | 0                  |                    |
| 1980                                   | Сборная СССР                           | ОИ                                     | 7                  | 3                  | 8                  | 11                 | 2                  |                    |
| 1980/81                                | ЦСКА                                   | СССР                                   | 30                 | 9                  | 16                 | 25                 | 14                 |                    |
| 1980/81                                | ЦСКА                                   | КЕЧ                                    | 3?                 | 2                  | 9                  | 11                 |                    |                    |
| Всего в чемпионатах СССР (высшая лига) | Всего в чемпионатах СССР (высшая лига) | Всего в чемпионатах СССР (высшая лига) | 438                | 293                | 214                | 507                | 318                |                    |
| Всего в чемпионатах СССР (вторая лига) | Всего в чемпионатах СССР (вторая лига) | Всего в чемпионатах СССР (вторая лига) | 40                 | 34                 |                    |                    |                    |                    |
| Всего в турнирах ОИ и ЧМ               | Всего в турнирах ОИ и ЧМ               | Всего в турнирах ОИ и ЧМ               | 123                | 89                 | 102                | 191                | 87                 |                    |
| Всего в Суперсериях и КВ               | Всего в Суперсериях и КВ               | Всего в Суперсериях и КВ               | 25                 | 11                 | 15                 | 26                 | 20                 |                    |
| Всего в Кубках «Известий»              | Всего в Кубках «Известий»              | Всего в Кубках «Известий»              | 55                 | 40                 | 38?                | 78?                | 45                 |                    |
| Всего в еврокубках                     | Всего в еврокубках                     | Всего в еврокубках                     | 31?                | 24                 |                    |                    |                    |                    |
| Всего                                  | Всего                                  | Всего                                  | 712?               | 491                |                    |                    | 470                |                    |

| Чемпионат СССР                      | СССР      |
| Чемпионат мира                      | ЧМ        |
| Зимние олимпийские игры             | ЗОИ       |
| Суперсерия СССР — Канада (НХЛ) 1972 | СС-72     |
| Суперсерия СССР — Канада (ВХА) 1974 | СС-74     |
| Суперсерия ЦСКА — Клубы НХЛ 1975/76 | ССЦ-75/76 |
| Суперсерия ЦСКА — Клубы НХЛ 1979/80 | ССЦ-79/80 |
| Кубок европейских чемпионов         | КЕЧ       |
| Кубок «Известий»                    | КИ        |
| Кубок Вызова-79                     | КВ        |

Всего Харламов в составе сборной СССР (включая другие турниры и товарищеские игры) провёл 292 игры, забросил 193 шайбы. В еврокубках — 24 шайбы, в кубке СССР — 21 шайба.

## Награды
- 2 ордена Трудового Красного Знамени (1975, 07.07.1978) — за победы в составе сборной СССР на чемпионатах мира по хоккею с шайбой 1975 и 1978
- орден «Знак Почёта» (03.03.1972) — за победу в составе сборной СССР на Олимпиаде 1972 года
- медаль «За трудовую доблесть» (30.05.1969) — за победу в составе сборной СССР на чемпионате мира 1969

## Высказывания о Харламове
- Хоккеист Вячеслав Фетисов[56]:

«Харламов — олицетворение русского хоккейного стиля. Он был быстрый, напористый, виртуозный, с характером настоящего мужика».
- Хоккеист Александр Мальцев[13]:

«Валерий как-то в минуты нашей особой душевной близости признался: „Мальчишкой я всерьёз плакал только один раз. Это было, когда я начинал играть в детской команде ЦСКА и меня впервые судья удалил на две минуты. Вот тут я зарыдал — горько стало, что ребят оставил в меньшинстве. А когда к борту прижимали, на лёд сбивали — терпел как ни в чём не бывало“».
- Хоккеист Кен Драйден (после 1-го матча Суперсерии-72)[57]:

«Именно Харламов надломил нашу могучую команду, снял вопрос о победителе. Я такой игры нападающего больше не видел».
- Тренер Анатолий Тарасов[15]:14:

«Харламов владел тремя скоростями: взрывной быстротой передвижения и манёвра на льду, молниеносной реакцией на малейшие изменения игровой ситуации и поведения партнёров и соперников, нестандартной быстротой технического мышления».
- Тренер Борис Кулагин (после 1-го матча Суперсерии-74)[58]:

«Думал, уж кого-кого, а меня Валера Харламов удивить не может. <…> Но когда он, обыграв 2-х опытнейших защитников Канады, заставил их чуть ли не лбами столкнуться, а сам тем временем забил 2-й гол, даже я был поражён тем, как это было сделано».
- Хоккеист Владислав Третьяк[59]:

«Как-то в матче с «Автомобилистом» Харламов умудрился от заднего борта дать пас прямо на клюшку партнёру, перебросив шайбу через ворота. Наверное не только я, но и никто ничего подобного не видал ни разу в жизни».

## Факты
- Почта России, 1996 г. № 17.Под № 17 в сборной СССР Харламов стал играть только с ЧМ-70. На ЧМ-69 он выходил под № 12, а № 17 был у Евгения Зимина[11]:80.
- Харламов был искренним и честным человеком, достойно вёл себя в том числе и тогда, когда случались неприятные игровые эпизоды. Так, 6 февраля 1975 года во время матча против «Химика» в Лужниках Валерий Харламов в пылу борьбы нанёс удар кулаком по лицу своему сопернику Владимиру Смагину (с которым вместе играл ещё в Чебаркуле). Судья удалил Харламова на 5 минут, что было редчайшим случаем. Харламов затем потратил почти целый день на то, чтобы разыскать Смагина (который весь день был в разъездах), и извинился перед ним[26]:69-70.
- По свидетельству Владислава Третьяка, Харламов был весёлым и музыкальным человеком. Любил советскую эстраду и больше всего песню в исполнении Дана Спэтару «Пой, гитара» (с рефреном «От зари до зари»)[60]. Музыкальный слух Валерий унаследовал от матери, которая очень любила петь на родном языке и обожала песни в исполнении Лолиты Торрес (особенно из фильма «Возраст любви»)[61].
- Отлично играл в футбол, болел за московское «Торпедо», а из игроков особо дружен был с Вадимом Никоновым, с которым учился вместе в институте[10].
- Любил посещать театр, был дружен с актёрами Театра на Таганке Валерием Золотухиным и Борисом Хмельницким, знаком с Владимиром Высоцким[11]:102—103.
- Любимое блюдо — блины[62].
- Поэт Михаил Танич посвятил Харламову небольшое стихотворение «Памяти артиста»[63].
- На момент смерти — майор Советской Армии, член КПСС (с 1979 года)[64].

## Память
Надгробный памятник на Кунцевском кладбище создан скульптором Размиком Мурадяном. 

В 1991 году, 26 августа, накануне десятилетия после трагедии, на 74-м километре Ленинградского шоссе, была установлена 500-килограммовая шайба из мрамора и клюшка. На шайбе выгравированы изображение и имя «Валерий Харламов», а также надпись: 
Здесь погасла звезда русского хоккея
Другой памятник Харламову стоит в Клину.
В 1998 году введён в Зал славы ИИХФ.
7 ноября 2005 имя Харламова увековечено в Зале хоккейной славы в Торонто. Вместе с Владиславом Третьяком они стали единственными хоккеистами, кто был удостоен этой чести и при этом никогда не играл в НХЛ.
С 1981 года детско-юношеская хоккейная школа ЦСКА носит имя Валерия Харламова.
Хоккейный приз имени В. Б. Харламова «Самому техничному хоккеисту сезона», учреждённый редакцией газеты «Труд», вручался только один раз — в сезоне 1982/83. Обладателем приза стал Сергей Макаров.
В 80-е годы лучшему бомбардиру турнира на приз газеты «Известия» по системе «гол+пас» вручался приз имени Валерия Харламова.
С 2003 года газетой «Советский спорт» лучшему российскому легионеру Национальной хоккейной лиги вручается Харламов Трофи.
В 2003 году в честь В. Б. Харламова назван астероид 10675 Kharlamov, открытый в 1978 году советским астрономом Л. В. Журавлёвой.
В городе Чебаркуль, в средней школе № 6, в 1983 году стараниями учителя истории Эрнста Николаевича Иванова открыт музей Валерия Харламова.
Именем Харламова назван один из дивизионов Континентальной хоккейной лиги.
В Санкт-Петербурге имя присвоено Академии хоккейного мастерства.
В честь Харламова в подмосковном городе Клин был построен Ледовый Дворец имени Валерия Харламова.
В честь Валерия Харламова назван главный трофей Молодёжной хоккейной лиги. Кубок Харламова изготовлен из драгоценных материалов знаменитым скульптором Франком Майслером. Венчает Кубок серебряная статуэтка, обладающая исключительным портретным сходством с Валерием. Впервые Кубок Харламова был вручён Чемпионам России по хоккею среди молодёжных команд 2010 года — магнитогорской команде «Стальные Лисы».
В сборной России и ЦСКА навечно закреплён № 17. Более никто не может выступать в её составе под этим номером. Исключение составил только сын хоккеиста — Александр.
30 октября 2009 года Центральный банк России начал чеканку памятной серебряной монеты с портретом Харламова номиналом 2 рубля из серии «Выдающиеся спортсмены России».
В июне 2021 года в память о Харламове в Москве названа площадь по Автозаводской улице, расположенная между Музеем хоккейной славы и спортивным комплексом «ЦСКА Арена».

### Харламов на Аллее славы ЦСКА
29 апреля 2009 года, 27 лет спустя с момента гибели хоккеиста, в Москве на Аллее славы ЦСКА был открыт бюст Валерия Харламова. Собрались родные (сестра Татьяна и сын Александр) и друзья Валерия Харламова. «От себя и от родных хочу поблагодарить руководство ЦСКА. Наконец-то на Аллее славы появится бюст отца. Мне очень приятно, и я горжусь этим», — сказал сын Харламова Александр.